# Žlkovce
Žlkovce jsou obec na Slovensku v okrese Hlohovec. Žije v nich 663 obyvatel.

## Historie
Žlkovce se nacházejí na místě bývalého neolitického sídliště. První písemná zmínka o vesnici pochází z počátku 13. století.